# Симфония № 13 (Дмитрий Шостакович)
„Симфония № 13“ в си бемол минор (опус 113), наричана „Бабий Яр“, е симфония на руския композитор Дмитрий Шостакович от 1962 година.
Предназначена за изпълнение от оркестър, басов хор и солист бас, тя има необичайна форма, понякога определяна като хорална симфония, песенен цикъл или голяма кантата. Написана е върху посветената на клането в Бабий Яр поема и други стихове на Евгений Евтушенко, които могат да се разглеждат като критични към живота в Съветския съюз. От началото на 1962 година Евтушенко изпада в немилост пред тоталитарния комунистически режим в страната, който се опитва да възпрепятсва представянето на симфонията. Въпреки отказа на някои изпълнители да участват в нея, тя все пак е представена на 18 декември 1962 година от хор и оркестър на Московската филхармония под диригентството на Кирил Кондрашин, а солист е Виталий Громадски.